# Septième arrondissement électoral du Nord (Douai) de 1830 à 1831
Le 7e arrondissement électoral du Nord était l'une des 8 circonscriptions législatives françaises que comptait le département du Nord  la première année de la Monarchie de Juillet.

## Description géographique et démographique
Le 7e arrondissement électoral du Nord était situé à la périphérie de l'agglomération douaisienne. Située entre les arrondissements de Lille et de Cambrai, la circonscription est centrée autour de la ville de Douai.  
Elle regroupait les divisions administratives suivantes : Canton de Douai-Nord ; Canton de Douai-Sud-Ouest ; Canton de Douai-Sud ; Canton d'Arleux ; Canton de Marchiennes  et le Canton d'Orchies.

## Historique des députations
| Législature     | Début de mandat | Fin de mandat | Député élu                  | Parti politique        | Observations |
| --------------- | --------------- | ------------- | --------------------------- | ---------------------- | ------------ |
| Ire législature | 21 octobre 1830 | 31 mai 1831   | Charles-Édouard de Montozon | Majorité ministérielle |              |